# Zempléni Mária
Zempléni Mária (Budapest, 1949. február 21. –) Liszt Ferenc-díjas magyar operaénekes (szoprán), a Halhatatlanok Társulatának örökös tagja. Zempléni Kornél és Varasdy Emmi zongoraművészek leánya, Békés András operarendező, pantomimművész felesége.

## Pályája
1968 és 1975 között dr. Sipos Jenő növendéke volt a Zeneakadémián. A végzés után egy évadot ösztöndíjasa, majd 1976 őszétől magánénekese a Magyar Állami Operaháznak. Lauretta (Puccini: Gianni Schicchi) szerepében debütált.
A kezdeti (koloratúr)szubrett szerepekről fokozatosan egyre súlyosabb szopránszerepekre tért át. Több kortárs magyar opera bemutatóján is részt vett.

## Szerepei
A Színházi adattárban regisztrált bemutatóinak száma: 49; ugyanitt huszonkét színházi felvételen is látható.
- Balassa Sándor: Az ajtón kívül – Lány
- Beethoven: Fidelio – Marcellina
- Bizet: Carmen – Micaela; Frasquita
- Donizetti: Szerelmi bájital – Gianetta
- Donizetti: Don Pasquale – Norina
- Durkó Zsolt: Mózes – Mirjam
- Farkas Ferenc: Egy úr Velencéből – Franciska
- Gounod: Faust – Margit
- Janáček: A ravasz rókácska – címszerep
- Leoncavallo: Bajazzók – Nedda
- Monteverdi: Odüsszeusz hazatérése – Melantho
- Mozart: Szöktetés a szerájból – Blondchen
- Mozart: Figaro házassága – Cherubinoi; Susanna
- Mozart: A varázsfuvola – Pamina
- Puccini: Bohémélet – Musetta; Mimi
- Puccini: A köpeny – Georgetta
- Purcell: Dido és Æneas – 2. boszorkány
- Johann Strauss: A cigánybáró – Szaffi
- Richard Strauss: Salome – címszerep
- Richard Strauss: Elektra – 3.; 5. szolgáló
- Verdi: Rigoletto – Ceprano grófné
- Wagner: A Rajna kincse – Woglinde
- Wagner: Parsifal – 2. viráglány

## Díjai
- Liszt Ferenc-díj (1987)
- Erzsébet-díj (1992)
- Székely Mihály-emlékplakett (2001)
- Kiváló művész (2007)
- Sudlik Mária-díj (2020)
- Örökös tag a Halhatatlanok Társulatában (2021)